# Духовно-рыцарский орден
Духо́вно-ры́царский о́рден (военно-монашеский орден) — организация рыцарей, созданная в период крестовых походов в XI—XIII веках под руководством Католической церкви главным образом для контроля границ христианского мира, защиты пилигримов на пути в Святую Землю, а также крестовых и других походов против ислама на Святой земле, в Испании или Турции, против язычников в Литве, Эстонии, Пруссии, против еретиков (альбигойцев, гуситов), после Реформации иногда против протестантизма. Впоследствии ордены могли стать светскими.
К духовно-рыцарским орденам относятся ордены: иоаннитов, тамплиеров, Вифлеемский орден, Тевтонский орден, Орден Алькантара, Орден Калатравы.

## Члены
Как монахи, члены духовно-рыцарских орденов давали обеты (воздержания, послушания, бедности); как рыцари-феодалы — носили оружие, участвовали в завоевательных походах. Молодых приверженцев называли «неофитами». Неофит должен был пройти обязательный обряд посвящения.

## Структура
Структура духовно-рыцарских орденов была иерархической. Каждый орден возглавлял пожизненно избранный и утверждённый папой римским Великий магистр (гроссмейстер). Ему подчинялись начальники «провинций» (местных подразделений ордена) ― приоры, а также маршалы (ведали финансами ордена), командоры (коменданты замков, крепостей). Они составляли генеральный капитул, который периодически созывался и имел законодательную власть.
В иерархической структуре главными были братья-рыцари. Далее шли братья-оруженосцы и капелланы. Во главе таких орденов стояли великие магистры, которых избирали на пожизненный срок. Власть великих магистров была всеобъемлющей. При магистрах находился совет из других высших должностных лиц, которые имелись в орденах. Практиковались периодические сборы генеральных капитулов братьев-рыцарей. Ордены могли быть разделены по территориям, на которых находились монастыри. Подчинялись ордены только Папе римскому.

## История
Ордены участвовали в многочисленных походах и битвах против «неверных». Множество рыцарей погибло в боях, отстаивая приоритет христианской веры. В культуре был создан образ безупречного орденского рыцаря — благородного, храброго и беспощадного с врагами.
Благодаря пожалованиям, захватам, ростовщичеству и торговым сделкам духовно-рыцарские ордены добились больших богатств, стали крупными земельными собственниками, жестоко эксплуатировавшими зависимое крестьянство, и приобрели значительную экономическую и политическую силу. С укреплением в европейских государствах централизованной власти духовно-рыцарские ордены постепенно утратили значение, но некоторые из них (например, Тевтонский) продолжили свою деятельность.

## Список орденов
| Эмблема | Название                           | Год основания | Территория                       | Год роспуска                | Страна                          | Примечания |
| ------- | ---------------------------------- | ------------- | -------------------------------- | --------------------------- | ------------------------------- | --- |
|         | Орден Святого Иакова Альтопасского | 952           | Тоскана                          | 1585                        | Священная Римская империя       | Также известен как Орден Тау или Орден защитников христианских святынь. Орден появился для защиты христианских паломников на пути из Рима к Святой земле |
|         | Орден госпитальеров                | 1099          | Палестина                        | —                           |                                 | Старейший рыцарский орден. В настоящее время существует как Мальтийский орден. |
|         | Орден Святого Гроба Господня       | 1099          | Иерусалим                        | —                           |                                 | Рыцарский орден Иерусалимского королевства. Ныне существует под управлением папы римского. |
|         | Вифлеемский орден                  | 1099          | Вифлеем                          | 1656                        | Рим                             | находился под управлением Латинского патриарха Иерусалима |
|         | Орден тамплиеров                   | 1119          | Святая земля                     | 1312                        | Королевство Франция             | Один из старейших военно-рыцарских орденов. В результате обвинений братьев ордена в ереси после казни Великого магистра орден был упразднён. Большая часть братьев и рыцарей ордена перешли в другие военно-монашеские ордены. Тамплиеры Португалии в 1319 году основали собственный Орден Христа со схожими функциями и целями, что и у тамплиеров. |
|         | Орден Монреаль                     | 1124          | Королевство Арагон               | 1150                        | Королевство Арагон              | Вошёл в состав Ордена тамплиеров на Пиренейском полуострове для продолжения Реконкисты. |
|         | Орден Крыла Святого Михаила        | 1147          | Королевство Португалия           |                             |                                 | Орден учреждён первым королём Португалии (ныне — династический орден дома Браганса) |
|         | Орден Алькантара                   | 1156          | Королевство Леон                 | 1873                        | Королевство Испания             | Восстановлен в 1875 году королём Альфонсом XII. |
|         | Орден Калатрава                    | 1158          | Королевство Кастилия             | 1838                        | Королевство Испания             | Национализирован Испанской короной в 1838 году. |
|         | Орден Сантьяго                     | 1170          | Сантьяго-де-Компостела           | —                           |                                 | Морские походы ордена привели к возникновению Латинской Америки |
|         | Орден Монжуа (Монтегаудио)         | 1173          | Ашкелон                          | 1291                        | Королевство Арагон              | После гибели государств крестоносцев в Леванте присоединён к Ордену Калатрава. |
|         | Орден каноников Святого Духа       | 1175          | Монпелье                         | 1783                        | Королевство Франция             | В 1711 году стал частью ордена госпитальеров святого Лазаря Иерусалимского. |
|         | Орден Ависа                        | 1176          | Королевство Португалия           | 1910                        | Первая Португальская республика | В 1917 году восстановлен в качестве государственной награды за военные заслуги. |
|         | Орден Святого Лазаря               | 1098          | Ближний Восток, Франция          | —                           |                                 | Военный орден до 1244 года. Ныне существует как благотворительная организация под патронажем Греко-католической церкви. |
|         | Тевтонский орден                   | 1190          | Акко                             | —                           |                                 | Распущен в 1809 году во время Наполеоновских войн. Восстановлен в 1834 как монашеский. Существует. |
|         | Орден Святого Фомы                 | 1191          | Акко                             | —                           |                                 | Орден основан для английских рыцарей королём Ричардом. Современное положение Ордена Святого Иоанна Акрского и Святого Фомы определяется уставом 1936 года. |
|         | Орден Сан-Хорхе де Альфама         | 1201          | Королевство Арагон               | 1400                        | Королевство Арагон              | В 1400 году вошёл в состав Ордена Монтесы. |
|         | Орден меченосцев                   | 1202          | Рига                             | 1237                        | Ливония                         | В 1237 году вошёл в состав Тевтонского ордена как Ливонское ландмайстерство тевтонского ордена. |
|         | Добринский орден                   | 1216          | Польша                           | 1235—1240                   | Государство Тевтонского ордена  | Вошёл в состав Тевтонского ордена. |
|         | Орден Монтесы                      | 1317          | Королевство Арагон               | 1835                        | Королевство Испания             | Вся собственность ордена была национализирована. |
|         | Орден Христа                       | 1318          | Королевство Португалия           | 1910                        | Первая Португальская республика | Правопреемник тамплиеров на территории Португалии. В 1917 году восстановлен в качестве сугубо гражданского ордена. |
|         | Орден Святого Георгия              | 1326          | Королевство Венгрия              | орден угас в начале XV века | Королевство Венгрия             | Первый светский орден Европы |
|         | Орден Дракона                      | 1408          | Королевство Венгрия              | 1541                        | Империя Габсбургов              | Орден из 24-х кавалеров, включая правящего монарха |
|         | Орден Святого Маврикия             | 1434          | Савойя                           |                             | Итальянское королевство         | Рыцарский орден Савойской династии |
|         | Орден Святой Марии Вифлеемской     | 1459          | Лемнос                           | 1479                        | Неаполь                         | С 1479 прекратил функционировать в качестве целостной военной организации. |
|         | Орден Святого Михаила              | 1469          | Королевство Франция              | 1790                        | Королевство Франция             | Орден французских пэров |
|         | Военный орден Святого Стефана      | 1561          | Великое герцогство Тосканское    | 1859                        | Сардинское королевство          | Придворный рыцарский орден |
|         | Орден Святого Духа                 | 1578          | Королевство Франция              | 1830                        | Французская Республика          | Орден французского королевского двора |
|         | Орден Святого Фомы                 | 1191          | Акко, Никосия, Килкенни и Лондон | 1538                        | Соединённое Королевство         | Целью ордена был уход за больными и ранеными и погребение христианских рыцарей, павших в битве на Святой земле |
|         | Ливонский орден                    | 1237          | Ливония                          | 1561                        | Ливония                         | Орден в составе Тевтонского ордена (1237–1561) |